# Mara stepní
Mara stepní (Dolichotis patagonum) je relativně velký savec obývající vyprahlé pastviny a otevřené polopouště střední a jižní Argentiny. Byly vysazovány i na mnoha místech jižní Evropy a v bývalém SSSR, nějakou dobu volně žily dokonce i v Česku, v oboře zámeckého parku Parishů v Žamberku. Příbuzné mar stepních jsou mary slaništní.

## Synonyma
- Cavia patachonica
- Cavia salinicola
- Dolichotis patagona
- mara jižní

## Popis
Mara stepní je velice zvláštní savec a svým vzhledem připomíná spíše zajíce. Na hřbetě mají mary šedou, krátkou a měkkou srst a břicho je světlejší, především oranžové, málokdy i bílé. Hlava má typicky „morčecí“ vzhled – velké černé nozdry, oči a velké vztyčené ušní boltce. Okolí čenichu bývá většinou bílé. Dlouhé končetiny s osrstěnými chodidly jim umožňují rychle běhat a skákat. Na zadních končetinách mají mary tři prsty s nevelkými hákovitými drápky a na předních nohou čtyři prsty s o něco delšími drápky. Mají dlouhé tělo, které dosahuje 69–75 cm na délku a okolo 45 cm na výšku. Ocas mají podobně vyvinutý jako kapybary a má spíše pahýlovitý tvar s bílým vroubkováním – pro mary má funkci poplašnou.

## Způsob života
Mary stepní žijí většinou v menších skupinách tvořených z trvalých párů, ale velkou výjimkou nejsou ani skupiny tvořené z několika desítek zvířat. Jelikož se pasou v otevřené krajině, kde se stanou snadnou kořistí nejrůznějších predátorů, jsou mary velice ostražité a plaché. Pokud jsou v klidovém stavu, spokojeně hopkají a požírají trávu, ale pokud alespoň jeden člen zaregistruje nebezpečí, mary rychlostí, která může přesáhnout i 50 km/h, zmizí v norách, které nejsou příliš hluboké a které si buď vyhrabou, nebo osídlí po jiných zvířatech (např. pásovcích). Svou denní aktivitou se liší od většiny ostatních morčatovitých, kteří jsou aktivní převážně večer a v noci, případně brzo ráno. Mara stepní slunce doslova miluje a velice ráda se vyhřívá. Naproti tomu nesnáší příliš vlhké podnebí.
Mara stepní je výhradně býložravec, který vlastně obsadil ekologickou niku zajíců v oblastech, kde se nevyskytují. Za den dokáží spásat velké množství trávy, listů a výhonků, což jim dovoluje vydržet poměrně dlouhou dobu bez vody.

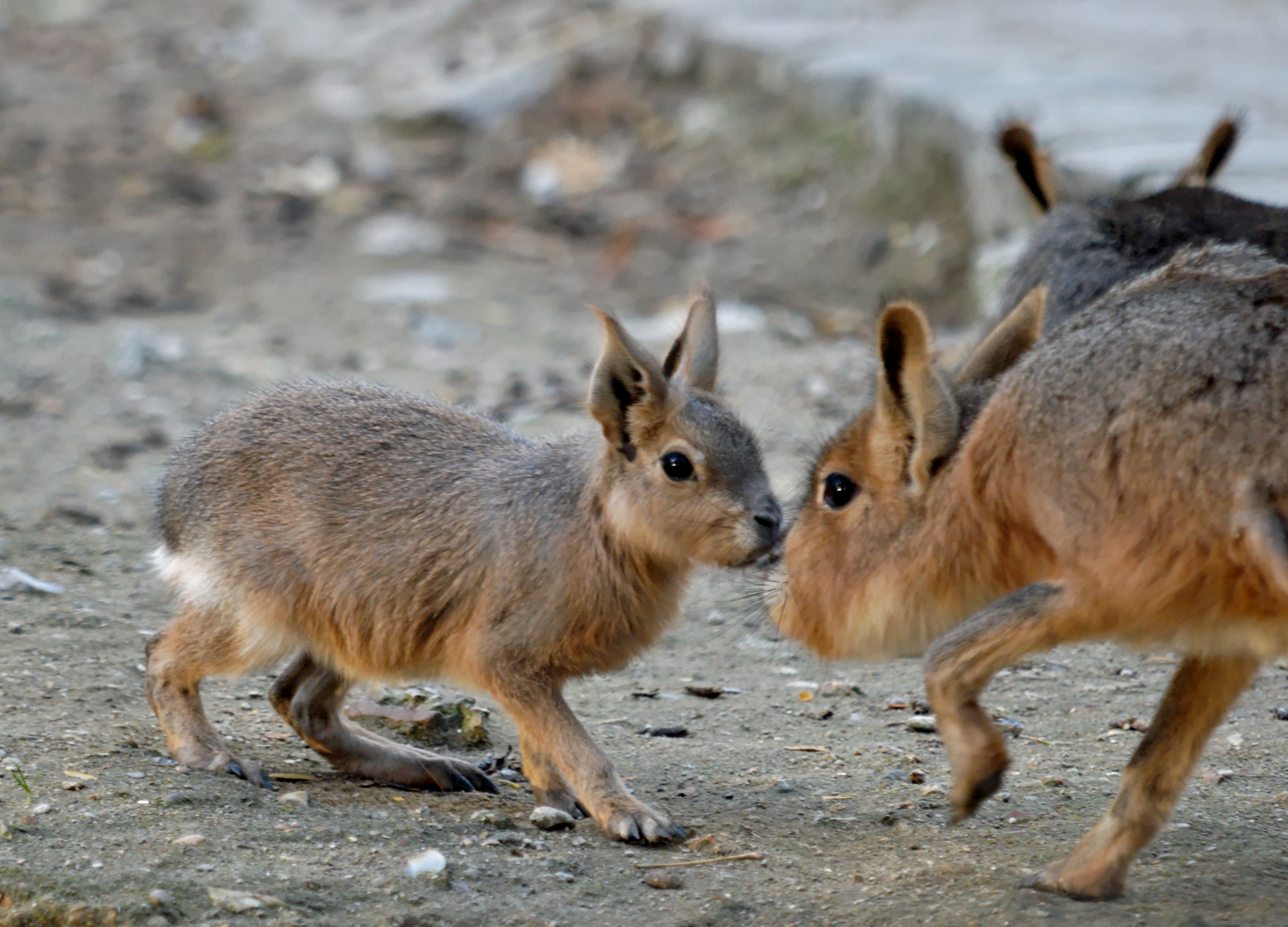
Mládě

Jak už bylo výše zmíněno, žijí mary v trvalých párech, kdy samec svou družku stále doprovází kvůli ochraně, ale také kvůli odehnání svých soků. Po téměř tříměsíční březosti (18–93 dní) rodí samice 2 až 5 mláďat do své nory dvakrát až třikrát ročně. Ve volné přírodě se mary dožívají max. kolem 5 let; v zajetí se mary normálně dožívají 5–7 let, ale byly zaznamenány i případy, kdy se dožili více než 13 let.

## Ochrana
Ještě před několika desetiletími byly mary stepní poměrně hojnými obyvateli argentinských polopouští. I když počty mar stepních ve volné přírodě stále klesají, není mara uznána jako zranitelný, ani ohrožený druh a v Červeném seznamu IUCN je zapsána jako téměř ohrožený druh (Lower Risk Near Threatened) . Jejich pokles je způsoben dvěma hlavními faktory:
1. hromadná lokalitní ztráta,
2. konkurence ze strany evropských zajíců, kteří jsou v Argentině stále vysazováni.

## Chov v zajetí
Mara stepní je často chována v zoologických zahradách, méně častěji i jako domácí zvíře. Postupem času se ukázalo, že jsou mary společenské a dokáží žít ve společnosti lidí, ale jen pokud jsou na ně zvyklé od narození. Pokud byste chtěli ochočit již dospělou maru, která není zvyklá na společnost lidí, mohla by se stát agresivní a začít preferovat noční způsob života. Mary se v zajetí také poměrně snadno množí.
Mara stepní je v Česku chována v těchto zoo (stav září 2018):
- Zoo Brno
- Zoo Dvorec
- Zoo Hluboká
- Zoopark Na Hrádečku, Horní Pěna
- Zoo Jihlava
- Zoo Tábor
- Zoopark Zájezd
- Zoopark Zelčín
- Faunapark Sedlec
- Biopark Gymnázia Teplice
- Farmapark Dobřany

Dříve byl tento druh chován i v Zoo Praha.
Na Slovensku jsou chovány v Zoo Bratislava.